# Ди Донна, Роберто
Роберто ди Донна (итал. Roberto Di Donna, род. 8 сентября 1968 года, Рим) — итальянский стрелок, специализировавшийся в стрельбе из пистолета. Участник четырёх Олимпиад. Олимпийский чемпион 1996 года.

## Карьера
Стрелковую карьеру начал в 1982 году, через год попал в состав юниорской сборной Италии. В 1986 году выиграл юниорский чемпионат Европы в стрельбе из пневматического пистолета.
На Олимпийских играх дебютировал в Сеуле в двадцатилетнем возрасте. Там выступал лишь в стрельбе из малокалиберного произвольного пистолета и занял 23-е место.
В Барселоне выступил уже в двух видах программы. Если в стрельбе из пистолета ди Донна вновь не пробился даже в двадцатку сильнейших, то в упражнении с пневматическим пистолетом пробился в финальный раунд, где занял последнее место.
В 1994 году на домашнем чемпионате мира завоевал первую и единственную медаль мировых первенств.
Самыми успешными в карьере итальянца стали Олимпийские игры 1996 года в Атланте. В первый день Игр ди Донна выиграл золотую медаль в стрельбе из пневматического пистолета. Выйдя в финал со второго места в двухочковым отставанием от китайца Ван Ифу Роберто почти весь финал шёл вторым, но в последнем выстреле набрал 10,5, а китайский стрелок допустил ошибку и попал всего лишь 6,5, уступив золотую медаль. В стрельбе из произвольного пистолета завоевал бронзовую медаль.
На четвёртой в карьере Олимпиаде, которая прошла в Сиднее, дважды выходил в финал, но медалей не завоёвывал.

## Выступления на Олимпийских играх
| Игры           | Пистолет 50 метров | Пневм. пистолет 10 метров |
| -------------- | ------------------ | ------------------------- |
| Сеул 1988      | 23                 | —                         |
| Барселона 1992 | 22                 | 8                         |
| Атланта 1996   | 3                  | 1                         |
| Сидней 2000    | 7                  | 6                         |